# Cynortellana affinis
Cynortellana affinis is een hooiwagen uit de familie Cosmetidae.